# Goslinophis acuticaudus
Goslinophis acuticaudus è un pesce osseo estinto, appartenente agli anguilliformi. Visse nell’Eocene medio (circa 48 – 50 milioni di anni fa) e i suoi resti fossili sono stati ritrovati in Italia, nel famoso giacimento di Bolca.

## Descrizione
Questo pesce era di medie dimensioni e la sua lunghezza era di circa 30 – 40 centimetri. Possedeva un corpo molto allungato e simile a quello di un’anguilla particolarmente sottile. La testa era stretta, con occhi piccoli e muso appuntito. Le pinne dorsale e anale erano lunghe e basse, e percorrevano sostanzialmente tutto il dorso e il ventre dell’animale, per unirsi nella punta della coda. Le pinne pettorali erano molto piccole.

## Classificazione
Goslinophis acuticaudus venne descritto per la prima volta nel 1980 da Blot, sulla base di fossili ritrovati nel famoso giacimento della Pesciara di Bolca in provincia di Verona. Goslinophis è uno dei numerosi anguilliformi ritrovati nel giacimento e appartiene alla famiglia (tuttora vivente) degli Ophichthidae, rappresentati da alcune forme di anguilliformi dal corpo particolarmente sottile e allungato (ad esempio Myrichthys). 

## Paleobiologia
Goslinophis doveva essere un predatore di vermi, crostacei e altri piccoli animali che vivevano nella laguna di Bolca.